# Wiesław Myśliwski

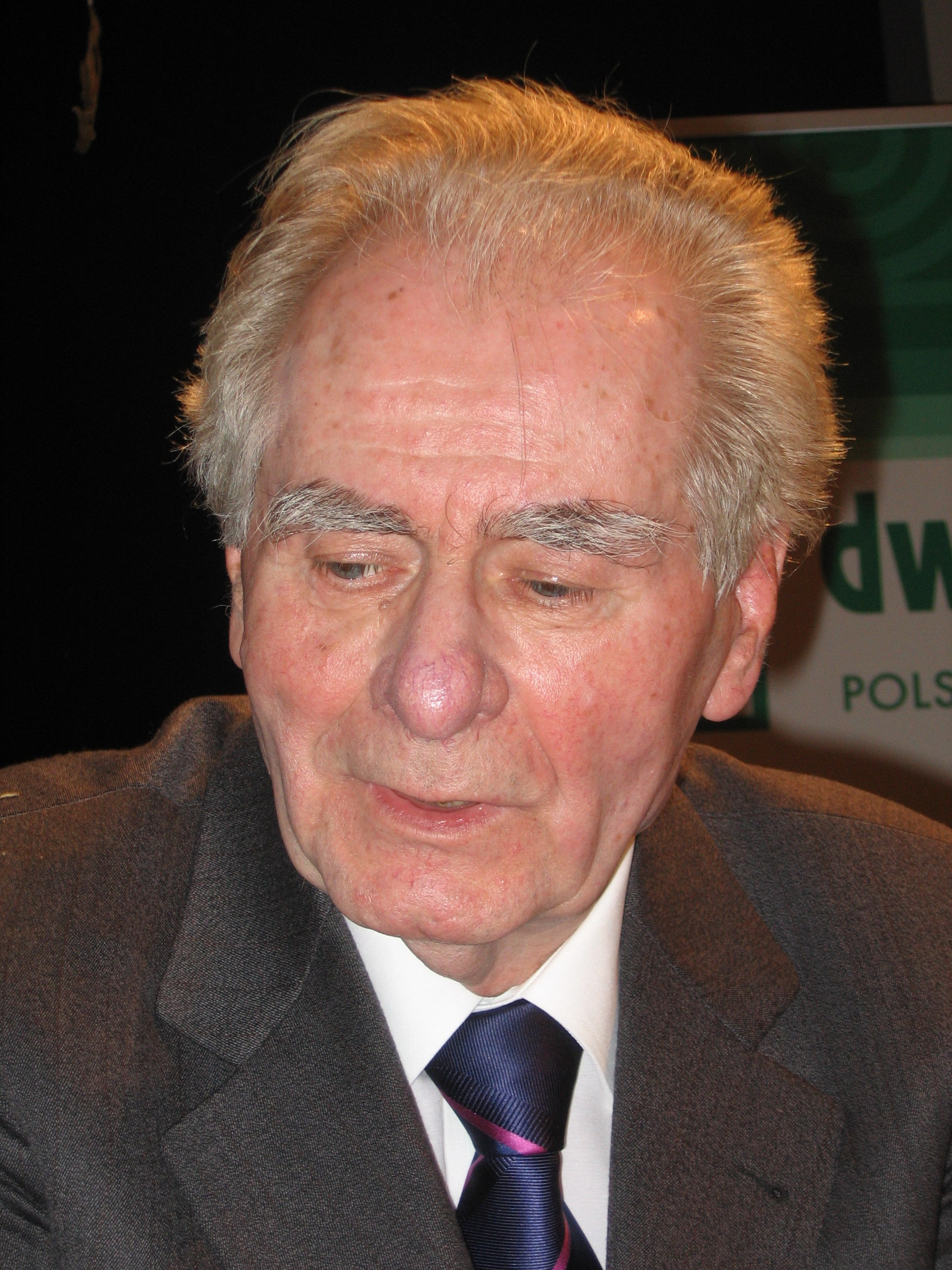
Wiesław Myśliwski 2006

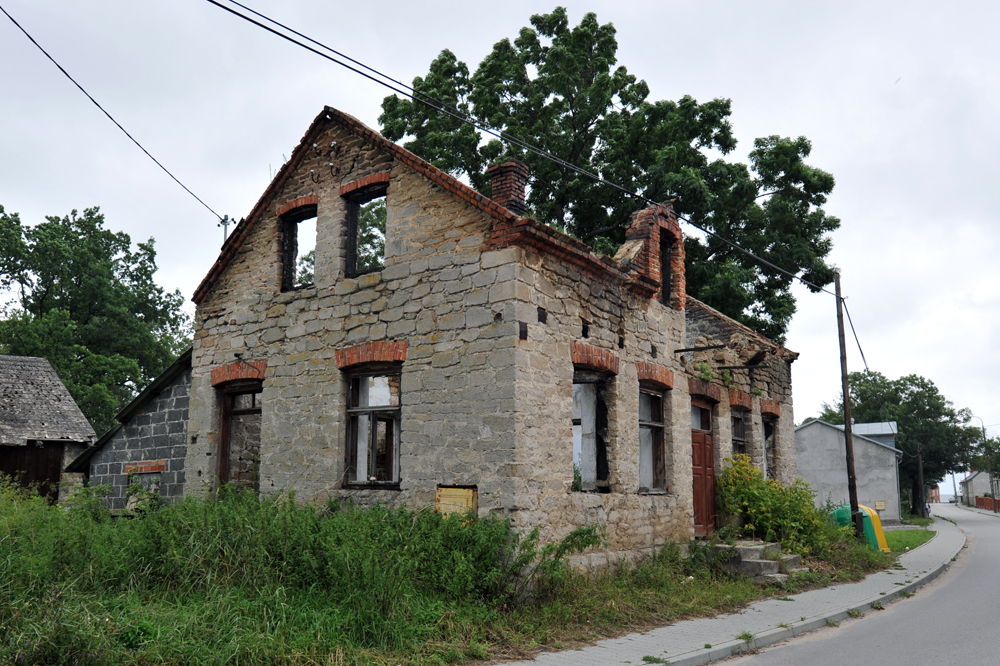
Myśliwskis Geburtshaus in Dwikozy

Wiesław Myśliwski (* 25. März 1932 in Dwikozy bei Sandomierz) ist ein polnischer Schriftsteller. Er zählt zu den bedeutendsten zeitgenössischen Autoren Polens.

## Leben
Myśliwski entstammt einer Familie, die der polnischen Mittelschicht angehörte. Sein Vater war Offizier und nahm 1920 am Polnisch-Sowjetischen Krieg teil. Nach Ende des Zweiten Weltkriegs studierte Myśliwski von 1951 bis 1956 Polonistik an der Katholischen Universität Lublin. Von 1955 bis 1976 war er als stellvertretender Redakteur, Herausgeber und Chefredakteur beim Verlag Ludowa Spółdzielnia Wydawnicza tätig. Von 1975 bis 1999 arbeitete er als Chefredakteur der vierteljährlich erscheinenden Zeitschrift Regiony und leitete von 1993 bis 1999 zudem die Zeitschrift Sycyna. Von 1971 bis 1983 war Myśliwski Mitglied des polnischen Schriftstellerverbandes. Er lebt heute in Warschau.
Im Jahr 1967 erschien in Polen sein erster Roman Nagi sad (Der nackte Garten), der mit dem Stanisław-Piętak-Preis ausgezeichnet wurde. Seitdem sind mehrere Romane und Dramen erschienen, die „üblicherweise als ‚Bauernliteratur‘ bezeichnet werden. Sie behandeln die Identitätsprobleme der Dörfer und ihrer Bewohner in Zeiten historischer Veränderung.“ Myśliwskis Werke wurden ins Englische, Deutsche, Niederländische, Russische, Ungarische, Tschechische, Slowakische, Rumänische, Bulgarische, Lettische, Litauische, Estnische, Ukrainische und Georgische übersetzt. Für Widnokrąg (Der helle Horizont, 1997) und Traktat o łuskaniu fasoli (2006) erhielt er den Literaturpreis Nike, die bedeutendste literarische Auszeichnung Polens.
Mehrere Romane und Stücke Myśliwskis wurden verfilmt, so Klucznik 1980 unter der Regie von Wojciech Marczewski, Pałac 1980 durch Tadeusz Junak und Kamień na kamieniu 1995 durch Ryszard Ber. Myśliwski verfasste selbst einige Drehbücher für Fernsehfilme.

## Werke
- 1967: Nagi sad (dt. Der nackte Garten)
- 1970: Pałac
- 1972: Przez dziewięć mostów – Drehbuch
- 1973: Złodziej – Theaterstück, erschienen in der Zeitschrift Dialog
- 1978: Klucznik – Theaterstück, erschienen in der Zeitschrift Dialog
- 1981: Droga – Drehbuch
- 1984: Kamień na kamieniu (dt. Stein auf Stein)
- 1984: Popielec – Drehbuch TV-Serie
- 1988: Drzewo – erschienen in der Zeitschrift Twórczość
- 1996: Widnokrąg (dt. Der helle Horizont)
- 2000: Requiem dla gospodyni
- 2006: Traktat o łuskaniu fasoli
- 2013: Ostatnie rozdanie
- 2018: Ucho igielne

## Auszeichnungen (Auswahl)
- 1980: Orden Polonia Restituta (5. Stufe)
- 1997: Nike für Widnokrąg
- 1998: Orden Polonia Restituta (4. Stufe)
- 2007: Literaturpreis Gdynia für Traktat o łuskaniu fasoli
- 2007: Nike für Traktat o łuskaniu fasoli
- 2009: Ehrendoktorwürde der Universität Oppeln[2]
- 2011: Samuel-Bogumil-Linde-Preis
- 2012: Ehrendoktorwürde der Universität Rzeszów
- 2019: Adam-Mickiewicz-Preis für Ucho igielne
- 2022: Ehrendoktorwürde der Jagiellonen-Universität[3]